# Rhinocricus pyrrholoma
Rhinocricus pyrrholoma är en mångfotingart som beskrevs av Carl Graf Attems 1897. Rhinocricus pyrrholoma ingår i släktet Rhinocricus och familjen Rhinocricidae. Inga underarter finns listade i Catalogue of Life.